# Otto von Diederichs
Ernst Otto von Diederichs, né le 7 septembre 1843 à Minden et mort le 8 mars 1918 à Baden-Baden, est un officier de marine allemand qui fut amiral de la marine impériale allemande.

## Biographie
Fils du député Fritz von Diederichs (de), Otto von Diederichs sert d'abord comme cadet d'infanterie, sans avoir terminé ses études secondaires, puis dans la marine marchande et enfin entre à l'École navale de Kiel. Il navigue sur la SMS Niobe et il est nommé sous-lieutenant en 1867. Il sert ensuite pendant une courte période sur le yacht royal SMY Grille et pendant la guerre de 1870 commande une petite canonnière garde-côte, la SMS Natter, en mer du Nord, sans connaître de combat. Il retourne ensuite à Kiel, cette fois-ci à l'académie de marine de Kiel de 1871 à 1874. Il y fait la connaissance des futurs amiraux, Valois, Bendemann, et Senden-Bibran. Il est nommé, plus tard en tant que korvettenkapitän sur la corvette SMS Luise qui doit se rendre en Extrême-Orient pendant deux ans, et quitte l'Allemagne en octobre 1878. la corvette retourne à Wilhelmshaven fin 1880, et Diederichs devient instructeur à l'École navale de Kiel, ainsi qu'à l'académie impériale de marine de Kiel, spécialisé dans les torpilles. Il participe aussi entretemps à des manœuvres et à des voyages  d'études à l'étranger.
Le capitaine de vaisseau von Diederichs devient directeur du chantier naval impérial de Kiel en 1890, puis il est nommé konteradmiral en 1892. Il participe à un voyage d'études en mai 1893 sur la côte est des États-Unis qui l'amène à visiter les chantiers navals et le Naval War College de Newport. Il est nommé chef d'état-major de l'amiral von Knorr, en 1895, au Haut-Commandement de la Marine. Il s'entend mal avec l'amiral von Knorr, qui avait un caractère difficile, et songe à la retraite, lorsqu'il est démissionné. Sa carrière est sauvée par l'arrivée de l'amiral von Tirpitz, ce qui lui permet de le remplacer en Extrême-Orient à l'escadre allemande.

## Extrême-Orient
La marine allemande venait de prendre possession de la baie de Kiaou-Tchéou en Chine, pour donner une base à son Escadre d'Extrême-Orient et concurrencer les possessions anglaises (comme Hong Kong). Cependant les forces allemandes ne suffisent pas et il faut attendre le début de l'année 1898, lorsque le vapeur Darmstadt débarque 1 200 marins allemands du troisième bataillon de marine.
La convention de Pékin, du 6 mars 1898, permet à l'Empire allemand de louer la baie de Kiaou-Tchéou en concession pour quatre-vingt-dix-neuf ans. Diederichs, promu vice-amiral, écrit qu'il a « rempli sa mission dans la marine. » Diederichs est remplacé par le prince Henri de Prusse, Konteradmiral de la marine impériale, le 14 avril 1899, à Tsingtao (Tsingtau, en allemand).

## Fin de carrière

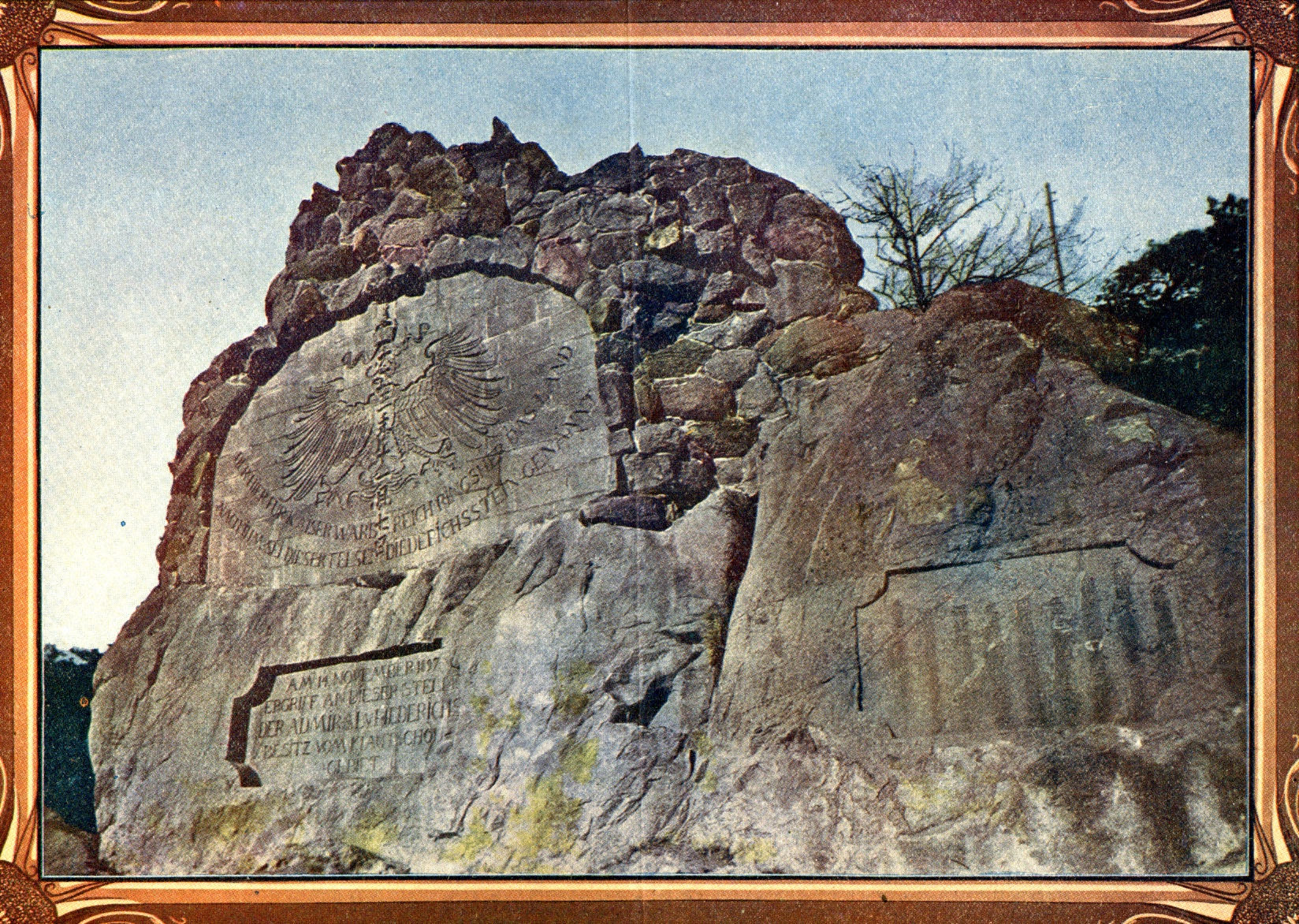
Vue du rocher Diederichs à Tsingtao, aujourd'hui Qingdao.

Les deux ans d'absence de Diederichs se sont déroulées sous le ministère de Tirpitz qui est porté au pinacle. Diederichs devient chef de l'amirauté, mais confronté à l'administration de l'amiral von Tirpitz, il n'a pas l'oreille du Kaiser et n'a que peu de relais au ministère. Il est cependant nommé amiral en 1902 et démissionne le 9 août de la même année.
Il prend sa retraite avec son épouse dans une villa qu'il a fait construire à Baden-Baden. Un rocher est nommé d'après lui en son honneur à Tsingtao, ainsi qu'une rue, près du palais du gouverneur. Il meurt le 8 mars 1918, six mois après son épouse et il est enterré au cimetière municipal de Baden-Baden.

## Bibliographie

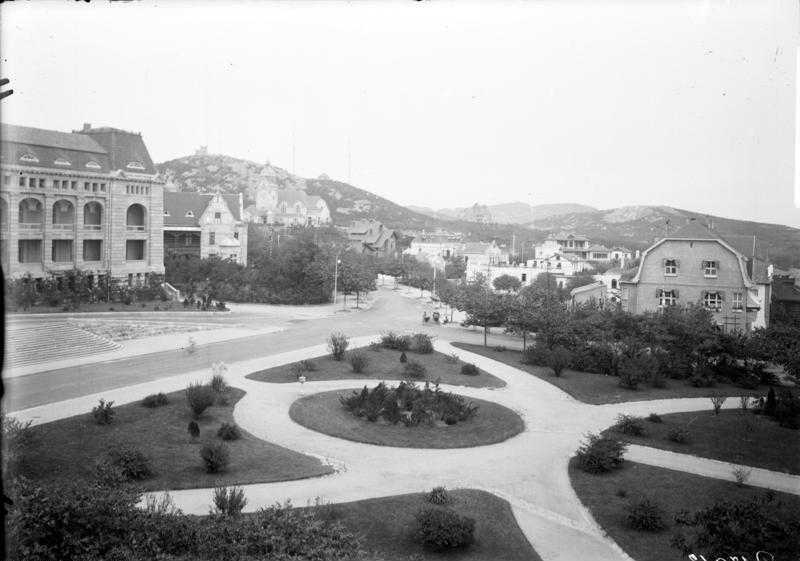
Vue du palais du gouverneur à Tsingtao et de la rue Diederichs, au début du XXe siècle